# Демба-Кольонія
Демба-Кольонія (пол. Dęba-Kolonia) — село в Польщі, у гміні Руда-Маленецька Конецького повіту Свентокшиського воєводства.
Населення — 116 осіб (2011).
У 1975-1998 роках село належало до Келецького воєводства.

## Демографія
Демографічна структура на день 31 березня 2011 року:
|          | Загалом | Допрацездатний вік | Працездатний вік | Постпрацездатний вік |
| -------- | ------- | ------------------ | ---------------- | -------------------- |
| Чоловіки | 60      | 9                  | 42               | 9                    |
| Жінки    | 56      | 9                  | 28               | 19                   |
| Разом    | 116     | 18                 | 70               | 28                   |